# Дидесса
Дидесса (оромо  Dhedheessa ) — река в западной Эфиопии. Приток реки Голубой Нил, берёт начало в горах Гоммы и течёт в северо-западном направлении до места своего впадения, где течение Голубого Нила изгибается до самой южной точки, а затем поворачивает на север. Площадь водосбора реки Дидесса составляет около 25 800 км² (10 000 квадратных миль), охватывая части региона Бенишангуль-Гумуз и зону Западная Велега региона Оромия.
Правыми притоками являются реки Энарея, Ает, Вама и Ангар; наиболее важным левым притоком является река Добана. Исследуя эту реку в середине 1890-х годов и из бесед с местными жителями, Александр Булатович утверждал, что ниже её слияния с Ангаром Дидесса без порогов и потенциально судоходна.

## История
Исследователь начала XX века Герберт Уэлд Бланделл высказал мнение, что «Дидесса», по-видимому, заменило гораздо более старое название этой реки, не обнаружив более раннего его использования «до 1861 года, когда д'Аббади путешествовал по Западному Шоа и проводил исследования». Во время его визита в 1905 году лес Хандак на правой стороне Дидессы был «известен как излюбленное место обитания слонов. Они, кажется, поднимаются к Нилу по рекам Дидесса и Дабус, привлечённые, без сомнения, в последнем части русла реки обильной порослью молодого бамбука». Он также отмечает, что в месте слияния Дидессы и Голубого Нила «начинается серьёзная работа по промывке золота и продолжается вдоль Нила и вниз по течению Дабуса и его притоков».